# Faringite streptococcica
La faringite streptococcica, detta anche tonsillite da streptococco o mal di gola da streptococco, è un tipo di faringite provocata da una infezione da streptococco di gruppo A. Essa colpisce la faringe con le tonsille e, occasionalmente, la laringe. I sintomi più comuni sono febbre, mal di gola e ingrossamento dei linfonodi. È la causa del 37% dei mal di gola tra i bambini e del 5-15% tra la popolazione adulta.
La faringite da streptococco è un'infezione contagiosa e si sviluppa attraverso la stretta vicinanza a un individuo infetto. Una diagnosi definitiva può essere effettuata sulla base dei risultati di una coltura ottenuta con la raccolta di un tampone faringeo. Tuttavia, questo non è sempre necessario poiché il trattamento può essere deciso sulla base dei segni e dei sintomi. In casi altamente probabili o confermati, gli antibiotici sono utili tanto per prevenire le complicanze quanto per aumentare la velocità di guarigione.

## Epidemiologia
L'infezione faringea, di cui la faringite streptococcica rappresenta la categoria più ampia, viene diagnosticata nei soli Stati Uniti, in 11 milioni di persone ogni anno. Anche se la maggior parte dei casi sono virali, lo streptococco del gruppo A beta-emolitico è causa nel 15-30% dei casi di faringite in età pediatrica e nel 5-20% negli adulti. Il maggior numero di casi solitamente si verificano nel tardo inverno e all'inizio della primavera.

## Eziologia

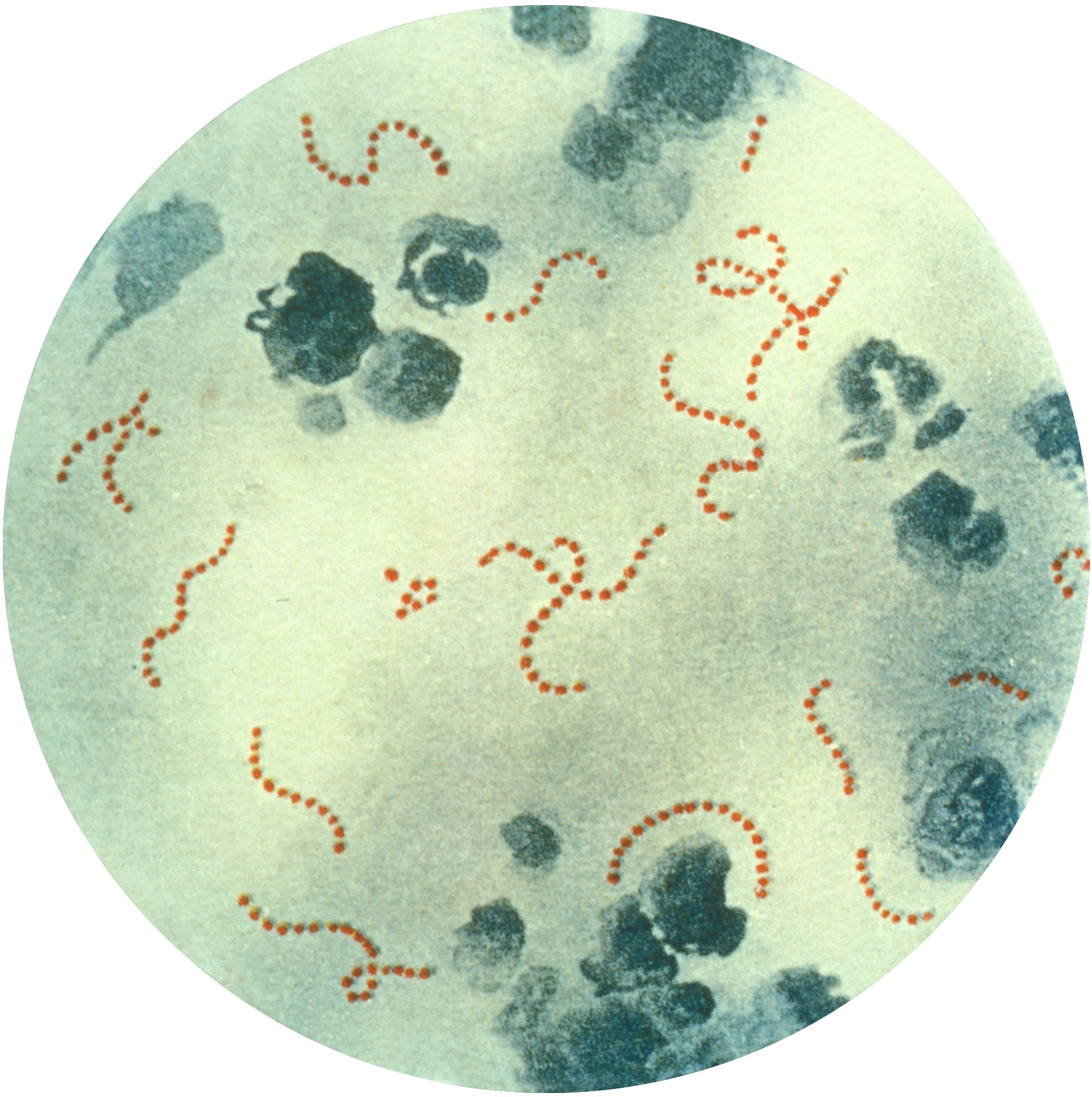
Streptococcus pyogenes

La faringite streptococcica è causata dallo Streptococcus pyogenes di gruppo A beta-emolitico (GAS).
Altri batteri, come streptococchi non di gruppo A e il Fusobacterium possono causare faringite, che si trasmette con la vicinanza e il contatto con una persona infetta. Trovarsi in luoghi affollati, come in caserme o scuole, aumenta il pericolo di trasmissione.
È provato che i batteri secchi contenuti nella polvere non possono infettare mentre quelli che vivono in un ambiente umido, come su di uno spazzolino da denti, possono resistere fino a quindici giorni e quindi potrebbero trasmettere la malattia. Raramente alimenti contaminati possono causare epidemie. Il 12% dei bambini asintomatici sono portatori di streptococco nella loro faringe, mentre il 15% rimane portatore anche dopo il trattamento eradicante.

## Clinica

### Segni e sintomi
I sintomi tipici della faringite streptococcica sono un forte mal di gola con difficoltà alla deglutizione, febbre maggiore di 38 °C, essudato tonsillare (pus sulle tonsille) e ingrossamento dei linfonodi cervicali.
Altri sintomi includono: mal di testa, nausea e vomito, dolore addominale, dolore muscolare, una possibile eruzione cutanea scarlattiniforme o petecchie sul palato, quest'ultimo sintomo è raro ma altamente specifico. Il periodo di incubazione e di conseguenza l'inizio dei sintomi è da uno a tre giorni dopo il contagio. La faringite streptococcica è improbabile quando vi è almeno uno dei seguenti sintomi: occhi rossi, raucedine, rinorrea o ulcere della bocca e se non vi è febbre.

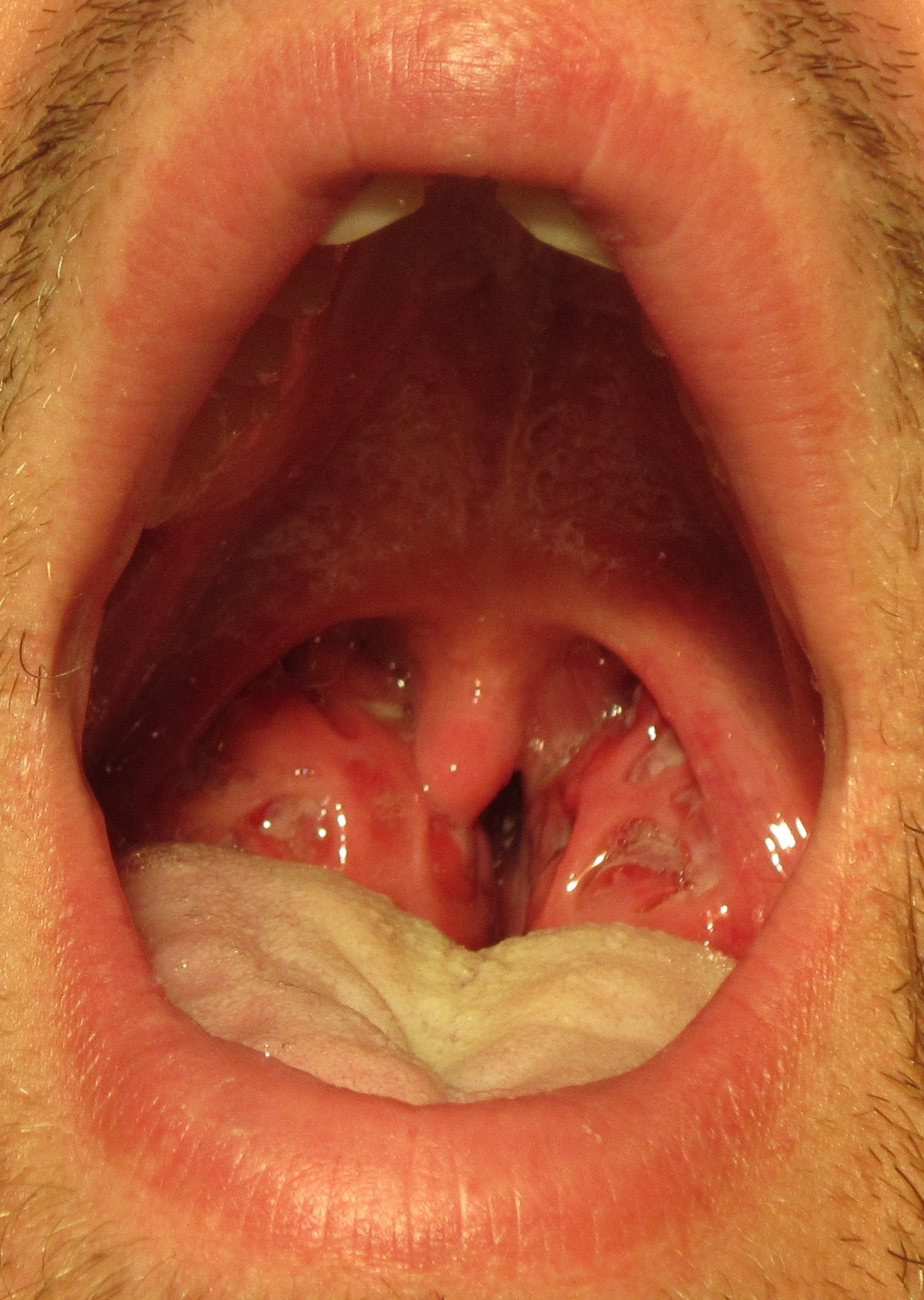
Bocca spalancata che mostra una infezione alla gola che alla coltura è risultata positiva per lo streptococco di gruppo A. Notare le tonsille ingrossate con l'essudato bianco
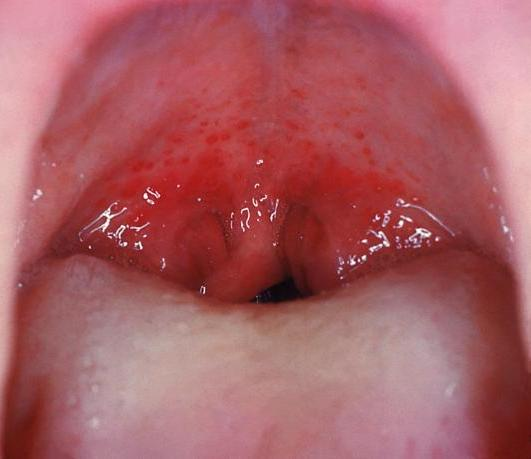
Bocca spalancata che mostra la gola. Notare le petecchie, le piccole macchie rosse, sul palato molle. Ciò è raro ma altamente specifico per la faringite streptococcica
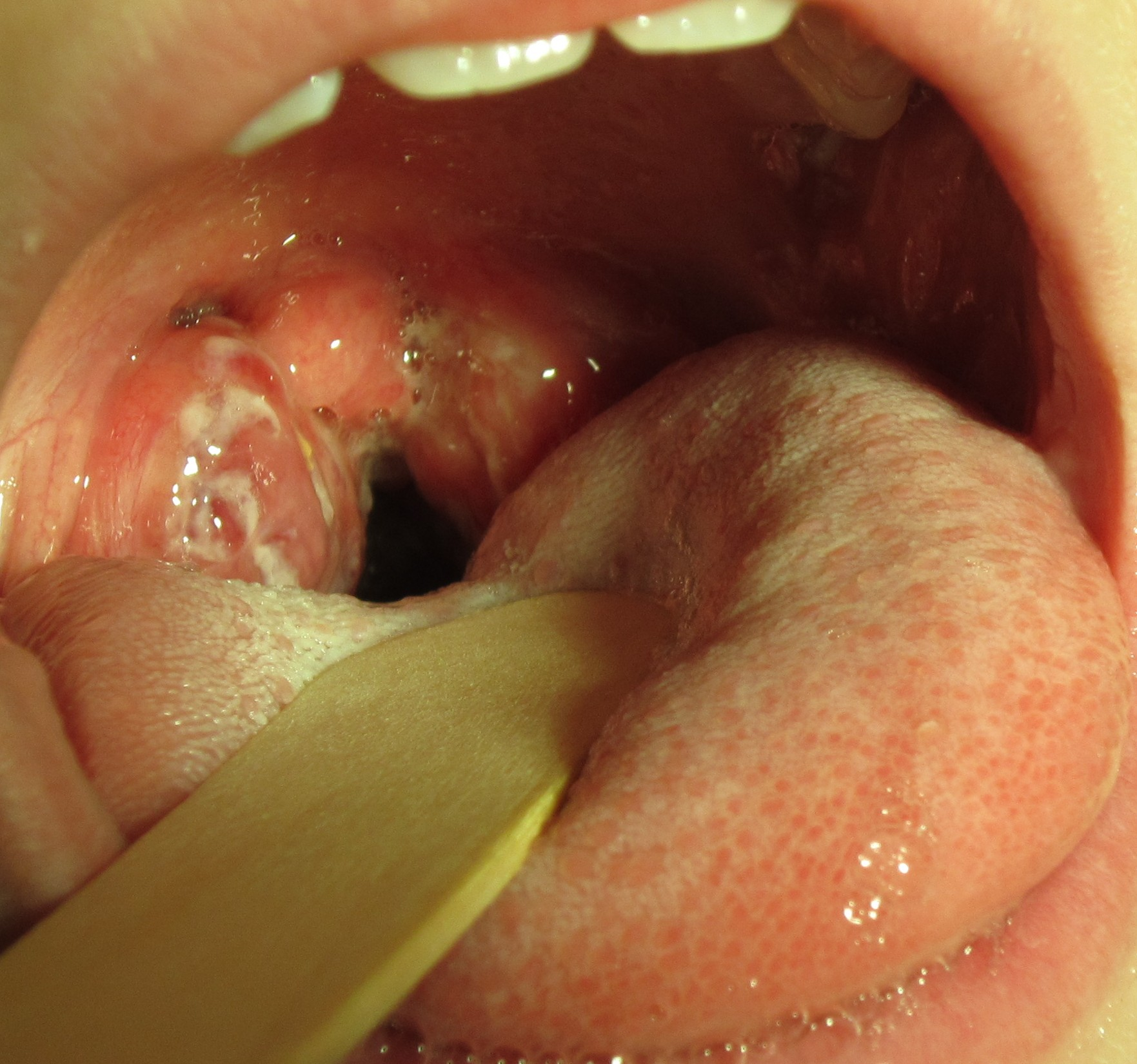
Una serie di grandi tonsille nella parte posteriore della gola coperte da essudato bianco. Un caso positivo alla coltura per la faringite streptococcica con essudato tonsillare tipico in una bambina di 8 anni.

### Diagnosi
| Punteggio | Probabilità | Gestione                                 |
| --------- | ----------- | ---------------------------------------- |
| 1 o meno  | <10%        | Non c'è bisogno di antibiotici o coltura |
| 2         | 11–17%      | Antibiotici basati su coltura o RADT     |
| 3         | 28–35%      | Antibiotici basati su coltura o RADT     |
| 4 o 5     | 52%         | Terapia empirica con antibiotici         |

I criteri di Centor modificati possono essere utilizzati per determinare la gestione delle persone con faringite. Sulla base di cinque criteri clinici, questo metodo indica la probabilità di una infezione da streptococco.
A ciascuno di questi criteri viene assegnato un punto:
- Assenza di tosse
- Linfonodi cervicali tumefatti e dolenti
- Temperatura > 38,0 °C
- Essudato tonsillare o gonfiore
- Età inferiore a 15 anni (un punto viene sottratto se l'età è maggiore di 44 anni)

L'Infectious Diseases Society of America tuttavia sconsiglia il trattamento empirico e considera gli antibiotici opportuni solo dopo il risultato positivo di un test.

### Esami di laboratorio
Con una sensibilità del 90-95%, una coltura di microorganismi alla gola è il gold standard per la diagnosi di faringite streptococcica. Può essere usato un test rapido per lo streptococco (chiamato test rapido di rilevamento dell'antigene o RADT): questo test è più veloce ma tuttavia ha una sensibilità più bassa (70%) e statisticamente una uguale specificità (98%) rispetto alla coltura.
Una coltura positiva o un RADT positivo, in associazione ai sintomi, permette di formulare una diagnosi di certezza negli individui in cui vi erano dei dubbi. Negli adulti un RADT negativo è sufficiente a escludere la diagnosi, tuttavia nei bambini un esame colturale si consiglia per la conferma del risultato. Gli individui asintomatici non devono essere regolarmente testati poiché una certa percentuale della popolazione persistentemente è portatrice del batterio streptococco in gola senza effetti dannosi per la salute.

### Diagnosi differenziale
Poiché i sintomi della faringite streptococcica si sovrappongono ad altre condizioni, vi possono essere delle difficoltà nel fare una diagnosi clinica. La tosse, la rinorrea, la diarrea e l'irritazione agli occhi, oltre che alla febbre e al mal di gola, sono più indicativi di una faringite di eziologia virale piuttosto che batterica. La presenza di un marcato ingrossamento dei linfonodi, associato a mal di gola, febbre e ingrossamento delle tonsille, può manifestarsi anche nella mononucleosi infettiva.

## Trattamento
La faringite streptococcica non trattata si può risolvere comunque entro pochi giorni, ma il trattamento con antibiotici accorcia la durata della malattia acuta di circa 16 ore e il ricorso a un trattamento antibiotico è utile per ridurre il rischio di complicazioni quali febbre reumatica e ascessi retrofaringei. La terapia antibiotica è generalmente efficace se somministrata entro nove giorni dalla comparsa dei sintomi.

### Analgesici
Gli analgesici, come i farmaci anti-infiammatori non steroidei (FANS) e il paracetamolo, contribuiscono in modo significativo nella gestione del dolore associato all'infiammazione della faringe. In alcuni casi il ricorso alla lidocaina viscosa può essere utile, come anche l'uso degli steroidi che però non sono raccomandati per la pratica routinaria. L'aspirina può essere utilizzata negli adulti, ma non è raccomandata in età pediatrica a causa del rischio di sindrome di Reye.

### Antibiotici

Una molecola di fenossimetilpenicillina

Negli Stati Uniti, l'antibiotico di scelta per la faringite streptococcica è la fenossimetilpenicillina, questo per la sua sicurezza, il suo costo e la sua efficacia. L'amoxicillina viene tuttavia preferita in Europa. In India, dove il rischio di febbre reumatica è più alto, la somministrazione per via intramuscolare di penicillina G è la prima scelta per il trattamento.
Una cura con antibiotici appropriati diminuisce la durata media dei sintomi di circa un giorno e può anche ridurre la contagiosità. Essi sono principalmente prescritti per ridurre le rare complicanze, come la febbre reumatica e l'ascesso peritonsillare. Gli argomenti a favore di un trattamento antibiotico dovrebbero essere bilanciati dalla considerazione dei possibili effetti collaterali ed è ragionevole pensare che nessun trattamento antimicrobico debba essere somministrato a soggetti adulti sani che potrebbero avere reazioni avverse ai farmaci.
Gli antibiotici sono prescritti per il mal di gola a un tasso più alto di quanto ci si aspetterebbe dalla sua prevalenza. L'eritromicina e altri macrolidi o la clindamicina sono raccomandati alle persone con gravi allergie alla penicillina. Le cefalosporine di prima generazione possono essere utilizzate nei soggetti con allergie meno gravi e alcuni studi evidenziano un'efficacia superiore delle cefalosporine rispetto alla penicillina. Le infezioni da streptococco possono anche portare a glomerulonefrite acuta, tuttavia l'incidenza di questa complicanza non si riduce con l'uso di antibiotici.

## Prognosi
I sintomi di solito migliorano indipendentemente dal trattamento, entro tre-cinque giorni. Tuttavia la terapia con antibiotici riduce il rischio di complicanze e di trasmissione. I bambini potrebbero già tornare a scuola 24 ore dopo la somministrazione di antibiotici, se i sintomi di accompagnamento, come la febbre, sono regrediti. Il rischio di complicanze negli adulti è basso. Nei bambini, la febbre reumatica acuta è rara nella maggior parte del mondo sviluppato, ma tuttavia rappresenta la principale causa di malattia cardiaca acquisita in India, nell'Africa sub-sahariana e in alcune parti dell'Australia.
Le complicanze derivanti da infezioni da streptococco possono essere:
- Febbre reumatica acuta[8]
- Scarlattina[20]
- Sindrome da shock tossico streptococcico[20][21]
- Glomerulonefrite[22]
- Sindrome PANDAS[22]
- Ascesso peritonsillare[2]
- Linfoadenopatia cervicale[2]
- Mastoidite[2]

Negli Stati Uniti, il costo economico della malattia nei bambini è stimato in circa 350 milioni di dollari.

## Prevenzione
La tonsillectomia può essere una misura preventiva ragionevole negli individui con frequenti recidive di infezioni tonsillari (più di tre all'anno). I vantaggi sono comunque piccoli e gli episodi di solito diminuiscono nel tempo, indipendentemente dalle misure adottate. Episodi ricorrenti di faringite e un test per lo streptococco positivo, possono indicare che la persona sia portatrice cronica del batterio. Il trattamento preventivo degli individui che sono stati esposti (profilassi), ma che sono asintomatici, non è consigliato. Trattare i soggetti che sono portatori del batterio non è altresì raccomandato per via del basso rischio di diffusione e di complicanze.